# Ara-Ałcagat
Ara-Ałcagat (ros. Ара-Алцагат) – wieś (ułus) w Rosji, w Buriacji, w rejonie kiachtyńskim. W 2010 liczyła 330 mieszkańców.